# Schildersbuurt (Zwolle)
De Schildersbuurt is een buurt in de Overijsselse plaats Zwolle. De buurt maakt deel uit van de wijk Diezerpoort.

## Geschiedenis
Toen in de jaren twintig de Frans Halsstraat, de Hobbemastraat, de Van Ostadestraat en een aantal andere die naar schilders vernoemde straten verrezen, was Zwolle een keurige buurt rijker. In de jaren twintig was de Schildersbuurt een nette arbeidersbuurt, met bewoners die zich bekomerden om elkeer en het aanzien van hun wijk. In de jaren tachtig veranderde de situatie in zijn geheel. Door het eenzijdige aanbod van kleine en goedkope huizen in het oostelijke deel van de Schildersbuurt, ontstond daar een concentratie van sociaal zwakkere huishoudens. De Gemeente Zwolle besloot een deel van deze huizen af te breken en te vervangen door nieuwbouw, met name veel koopwoningen. De sanering ging niet zoals gepland was, leegstaande huizen werden door buurtbewoners in brand gestoken, politie en brandweer die daarop afkwamen werden bekogeld met allerlei voorwerpen. Er ontstond een grimmige sfeer in de buurt, waarna er is besloten om er een politiepost te plaatsen op het sloopterrein, terwijl schijnwerpers het terrein 24 uur per dag verlicht hielden. Na die 'staat van beleg' werden er weer volop huizen gebouwd en keerde de rust terug in de buurt.
In 2002 werd de wijk opnieuw opgeleverd met vele nieuwe woningen. Ontwikkeld en gebouwd volgens de normen van het politiekeurmerk 'Veilig Wonen'. Het werd in dat jaar landelijk genomineerd als veiligste wijk van Nederland. In 2004 was er weer onrust in de buurt, verschillende jongeren verziekten in een paar straten bij het Sint Joseph-park de boel.
Wijken: Aa-landen · Assendorp · Berkum · Binnenstad · Diezerpoort · Hanzeland · Holtenbroek · Ittersum · Kamperpoort-Veerallee · Marsweteringlanden · Poort van Zwolle · Schelle · Soestweteringlanden · Stadshagen · Vechtlanden · Westenholte · Wipstrik

Buurten: Aalanden-Midden · -Noord · -Oost · -Zuid · Bagijneweide · Berkum · Binnenstad-Noord · -Zuid · Bollebieste · Breecamp · Breezicht · Brinkhoek · De Tippe · Dieze-Centrum · Frankhuis · Gerenbroek · Gerenlanden · Geren · Haerst · Hanzeland · Harculo en Hoog-Zuthem · Herfte · Het Noorden · Hogenkamp · Holtenbroek I · II · III · IV · Indische Buurt · Ittersumerbroek · Ittersumerlanden · Kamperpoort  · Katerveer-Engelse Werk · Langenholte · Mastenbroek · Meppelerstraatweg-Zuid · Milligen · Nieuw-Assendorp · Noordereiland · Oldenelerbroek · Oldenelerlanden-Oost · -West · Oud-Assendorp · Oud-Westenholte · Oud Ittersum · Oud Schelle · Pierik · Schelle-Zuid en Oldeneel · Schellerbroek · Schellerhoek · Schellerlanden · Schildersbuurt · Schoonhorst · Spoolde · Stadsbroek · Stationsbuurt · Tolhuislanden · Veerallee · Veldhoek · Vreugderijk · Werkeren · Westenholte-Stins · Wezenlanden · Wijthmen · Windesheim · Wipstrik-Noord · -Zuid · Zwolle-Zuid

Bedrijventerreinen: Floresstraat · Hanzeland · Hessenpoort · Marslanden (-Noord · -Zuid) · Oosterenk · Voorst (Voorst-A · Voorst-B · Voorst-C) · Voorsterpoort · De Vrolijkheid